# A Busy Day
O zi încărcată (în engleză A Busy Day) este un film american de comedie din 1914 produs și regizat de Mack Sennett și Charlie Chaplin. În alte roluri interpretează actorii Mack Swain,  Phyllis Allen și Billy Gilbert. 

## Distribuție
- Charles Chaplin - Soț
- Mack Swain - Soție
- Phyllis Allen - Cealaltă femeie
- Mack Sennett - Regizor de film
- Billy Gilbert - ofițer de poliție
- Ted Edwards - ofițer de poliție